# Гардатени
Гардатени (груз. გარდატენი) — село в Грузии, на территории Горийского муниципалитета края (мхаре) Шида-Картли.

## География
Село находится в центральной части Грузии, на правом берегу Таны, на расстоянии приблизительно 3 километров (по прямой) к югу от города Гори, административного центра муниципалитета. Абсолютная высота — 675 метров над уровнем моря.

## Население
По результатам официальной переписи населения 2014 года, в Гардатени проживало 643 человека (327 мужчин и 316 женщин). В национальной структуре населения грузины составляли 98 %, греки — 1,1 %, осетины — 0,3 %.
| Год  | Население, человек |
| ---- | ------------------ |
| 2002 | 983                |
| 2014 | ↘ 643              |